# 圧縮陳列
圧縮陳列（あっしゅくちんれつ）は、ドン・キホーテが買い物の楽しさ・面白さを購買客に煽り、訴えかけるために行っている独自の商品ディスプレイ・販売促進手法である。文字通り、狭小な売り場空間を商品で徹底的に満たし、いわば商品の無秩序空間・ジャングルを形成する。

## 圧縮陳列を始めたきっかけ
創業者である安田隆夫は1978年、東京都杉並区にドン・キホーテの前身である「泥棒市場」を開業した。泥棒市場は開業当初、20坪しか店舗面積がなく、倉庫を借りる余裕もなかった。結果、納品された商品を全て狭い店の中に押し込まざるを得ず、棚という棚に商品が詰め込まれ、天井までダンボールが積み上げられ、通路も商品とダンボールだらけという状態になった。箱を積み上げるだけでは、購買客に何を売っているのか表示できない。安田はダンボールに窓を開け、商品を説明した手書きのPOPを棚に張るようにした。
狭い店舗ならではの「苦肉の策」だったが、購買層からの評判が良く、売上は拡大した。購買客は意外なものが予想しないところにあるという発見の楽しみや、商品の山の中から掘り出し物を探し当てる宝探しの面白さをそこに見出していた。圧縮陳列の原形である。